# Championnat de Taïwan de football 2018
Navigation
Saison précédente Saison suivante
La saison 2018 du Championnat de Taïwan de football est la trente-quatrième édition du championnat national, la Taiwan Football Premier League. Les huit clubs participants sont regroupés au sein d'une poule unique où ils s'affrontent à trois reprises. À l'issue de la saison, les deux derniers du classement final doivent disputer une poule de promotion-relégation face à deux équipes de division inférieure.
C'est le club de Taipei City Tatung, tenant du titre, qui est à nouveau sacré cette saison après avoir terminé en tête du classement final, avec dix points d'avance sur Taiwan PCFC et seize sur Hang Yuen FC. C'est le sixième titre de champion de Taïwan de l'histoire du club.

## Les clubs participants
- Taipower
- Taipei City Tatung
- Tainan City FC
- NSTC FC
- Hang Yuen FC
- Taiwan Sports University FC
- FC Taicheng - Promu de D2
- Royal Blues FC

## Compétition
Le classement est établi sur le barème de points classique (victoire à 3 points, match nul à 1, défaite à 0). Pour départager les égalités, on tient d'abord compte des confrontations directes, de la différence de buts générale, puis du nombre de buts marqués.

### Classement
| Rang | Équipe                      | Pts | J  | G  | N | P  | Bp | Bc | Diff |
| ---- | --------------------------- | --- | -- | -- | - | -- | -- | -- | ---- |
| 1    | Taipei City TatungT         | 54  | 21 | 17 | 3 | 1  | 75 | 14 | +61  |
| 2    | Kaohsiung County Taipower   | 44  | 21 | 13 | 5 | 3  | 51 | 16 | +35  |
| 3    | Hang Yuen FC                | 38  | 21 | 11 | 5 | 5  | 42 | 22 | +20  |
| 4    | Taiwan Sports University FC | 29  | 21 | 8  | 5 | 8  | 49 | 38 | +11  |
| 5    | Tainan City FC              | 29  | 21 | 9  | 2 | 10 | 45 | 48 | -3   |
| 6    | FC TaichengP                | 26  | 21 | 8  | 2 | 11 | 43 | 51 | -8   |
| 7    | Royal Blues FC              | 18  | 21 | 5  | 3 | 13 | 25 | 65 | -40  |
| 8    | NSTC FC                     | 1   | 21 | 0  | 1 | 20 | 11 | 87 | -76  |

|  | Vainqueur du championnat                         |
|  | Qualification pour Coupe de l'AFC 2019           |
|  | Participation à la poule de promotion-relégation |
|  | T : Tenant du titre P : Promu de D2              |

### Poule de promotion-relégation
Les deux derniers du classement final du championnat affrontent deux formations de deuxième division. Les deux premiers de la poule obtiennent le droit de s'engager en championnat. NSTC FC ne dispute pas les rencontres et cède sa place à une formation de D2, Esporte Clube Desafio.
| Rang | Équipe                     | Pts | J | G | N | P | Bp | Bc | Diff |  | Résultats (▼ dom., ► ext.) | Tch | RBl | Tna | Des |
| ---- | -------------------------- | --- | - | - | - | - | -- | -- | ---- |  | -------------------------- | --- | --- | --- | --- |
| 1    | Taichung Futuro AF (D2)    | 6   | 3 | 2 | 0 | 1 | 6  | 1  | +5   |  | Taichung Futuro AF (D2)    |     | 3-0 |     |     |
| 2    | Ming Chuan University (D2) | 6   | 3 | 2 | 0 | 1 | 7  | 3  | +4   |  | Ming Chuan University (D2) |     |     |     | 6-0 |
| 3    | Royal Blues FC             | 3   | 3 | 1 | 0 | 2 | 3  | 5  | -2   |  | Royal Blues FC             | 1-1 | 0-1 |     |     |
| 4    | Esporte Clube Desafio (D2) | 3   | 3 | 1 | 0 | 2 | 3  | 10 | -7   |  | Esporte Clube Desafio (D2) | 0-2 |     | 3-2 |     |

- Royal Blues FC gagne la rencontre face à Taichung Futuro AF aux tirs au but 4-2.

## Bilan de la saison
| Championnat de Taïwan de football 2018   |                               |
| Champion                                 | Taipei City Tatung (6e titre) |
| Coupes et trophées                       |                               |
| Vainqueur de la Coupe de Taïwan 2018     | Non disputée                  |
| Qualifications continentales             |                               |
| Coupe de l'AFC 2019                      | Hang Yuen FC                  |
| Promotions et relégations                |                               |
| Promus en Taiwan Football Premier League | Taichung Futuro AF            |
| Promus en Taiwan Football Premier League | Ming Chuan University FC      |
| Relégués                                 | Royal Blues FC                |
| Relégués                                 | NTSC FC                       |